# Keats Lester
Keats Lesters est un joueur britannique de tennis né le 4 août 1904 et mort le 16 juin 1946.

## Carrière
Huitième de finale aux Internationaux de France de tennis en 1927 pour son unique participation, il perd contre Patrick Spence.
Huitième de finale à Wimbledon en 1926 où il participe de 1923 à 1934, il perd contre Henri Cochet.
Il joue un match sans enjeu en Coupe Davis en 1926 (1/2 finale Europe), perdu contre l'espagnol Raimundo Morales-Marques. 
Finale au Queen's de Londres de décembre en indoor (sur bois ?) en 1929 perdu contre Fred Perry (première finale et titre de Perry).
Finale à Edgbaston en 1933 perdu contre Tatsuyoshi Miki.
1/2 finale à Bruxelles en 1930 perdu contre Jean Borotra.
1/4 de finale à Hambourg en 1930 perdu contre Daniel Prenn.